# موش مانداب آفریقای جنوبی
موش مانداب آفریقای جنوبی (نام علمی: Otomys irroratus) نام یک گونه از سرده موش‌های مانداب است.